# Kochanówka (województwo warmińsko-mazurskie)
Kochanówka (do 1945 niem. Stolzhagen) – wieś w Polsce położona w województwie warmińsko-mazurskim, w powiecie lidzbarskim, w gminie Lidzbark Warmiński.
W latach 1954–1959 wieś należała i była siedzibą władz gromady Kochanówka, po jej zniesieniu w gromadzie Kraszewo. W latach 1975–1998 miejscowość administracyjnie należała do województwa olsztyńskiego.
Wieś  warmińska, leżąca w sąsiedztwie obszaru Natura 2000 Swajnie, z kościołem, sklepem i kilkoma kapliczkami oraz krzyżami przydrożnymi.

## Historia
Pierwszy kościół wybudowano na przełomie XIV i XV w. Jak wynika z dokumentów, w 1565 r. groził zawaleniem. Po dobudowie ponownie konsekrowany w dniu 4 września 1580 r. przez biskupa warmińskiego Marcina Kromera, ku czci Najświętszej Maryi Panny i św. Wawrzyńca. Budynek kościoła uległ zniszczeniu w wyniku pożaru. Po pożarze kościół odbudowano ze składek zebranych w diecezji, a konsekracji dokonał biskup Szymon Rudnicki w dniu 11 maja 1608 r. W 1911 stary kościół rozebrano, a w jego miejsce wybudowano nowy w 1918. W 1925 został konsekrowany przez biskupa Augustinusa Bludau, pod wezwaniem św. Wawrzyńca.

## Zabytki
- pięć kapliczek
- obelisk przy kościele
- neogotycki kościół, wybudowany w 1918 r.

Kościół

Po rozebraniu budynku starego kościoła w 1918 r., wybudowano obecny, w stylu neogotyckim. Jest to budowla trójnawowa z wydzielonym prezbiterium i wieżą od strony zachodniej. Wieża zwieńczona jest dachem w formie ostrosłupa, nakryta dachem naczółkowym. W nawie głównej sklepienia są gwiaździste, natomiast w nawach bocznych sklepienia są krzyżowo-żebrowe. Pod prezbiterium znajduje się krypta (obecnie zaadaptowana na salę). Ołtarz główny wczesnobarokowy, pochodzący z drugiej połowy XVII w. Dwa ołtarze boczne pochodzą z około 1700 r. Ambona i chrzcielnica - neogotyckie.

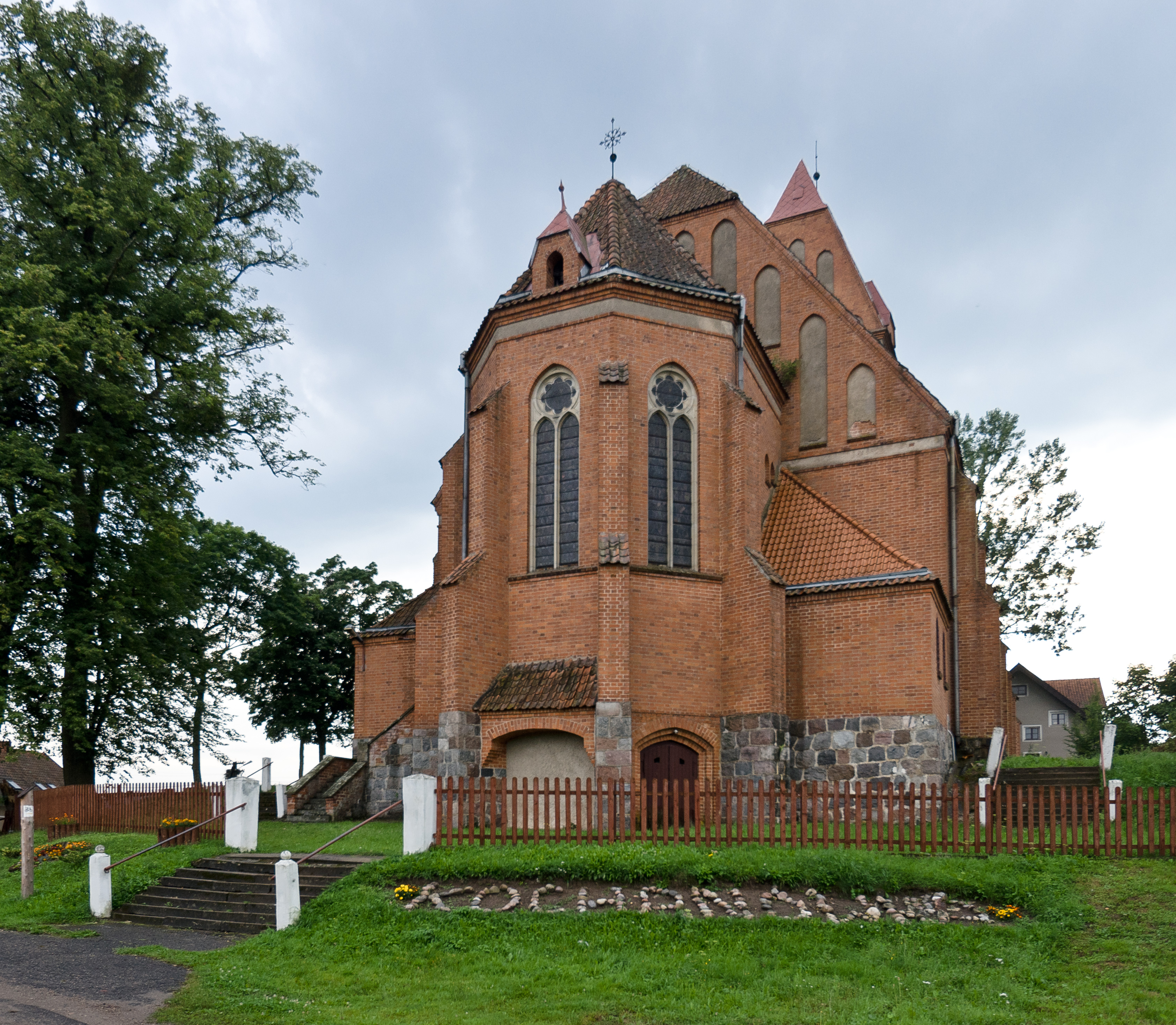
Kościół św. Wawrzyńca w Kochanówce
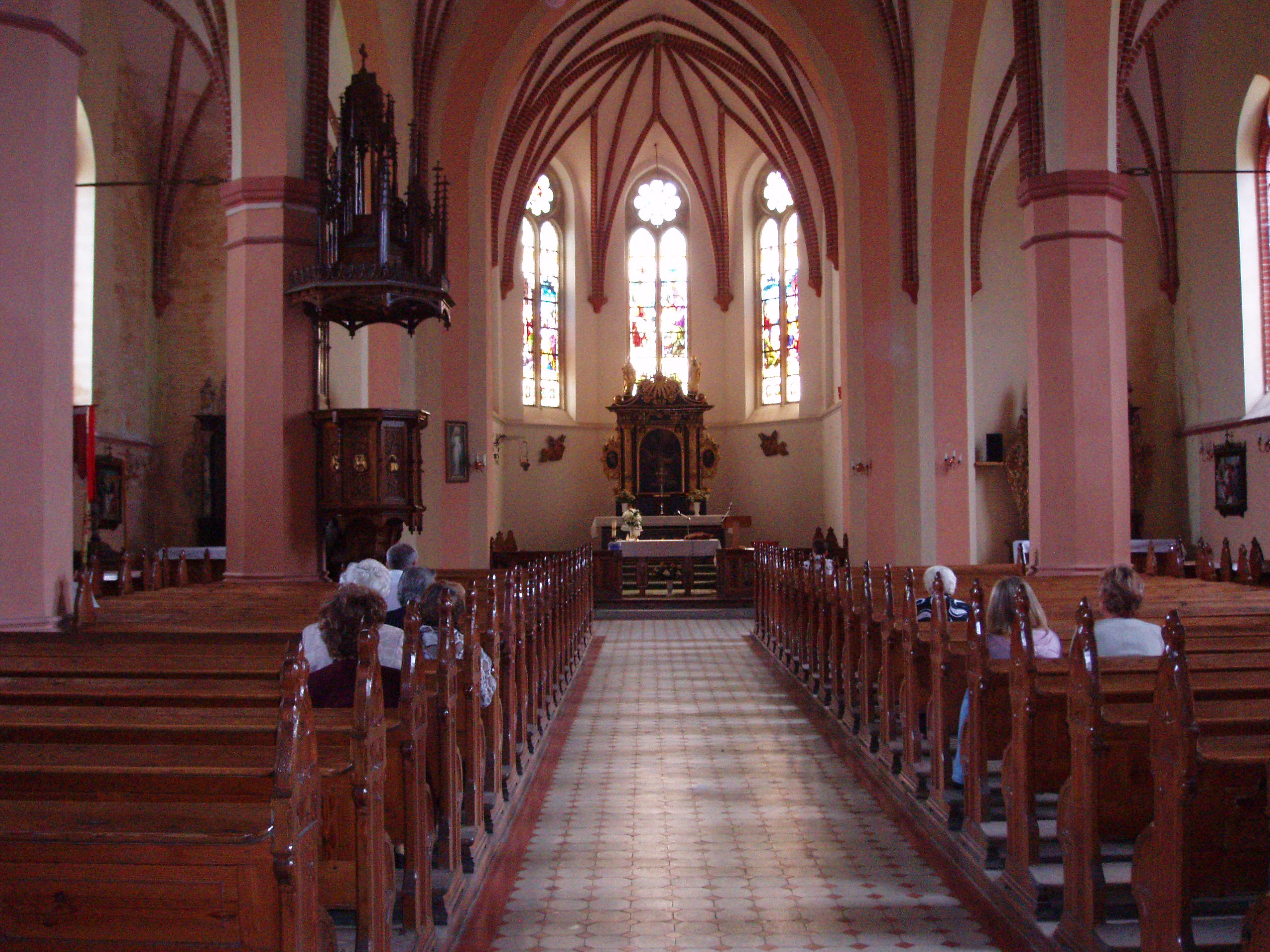
Wnętrze kościoła z widokiem na ołtarz główny
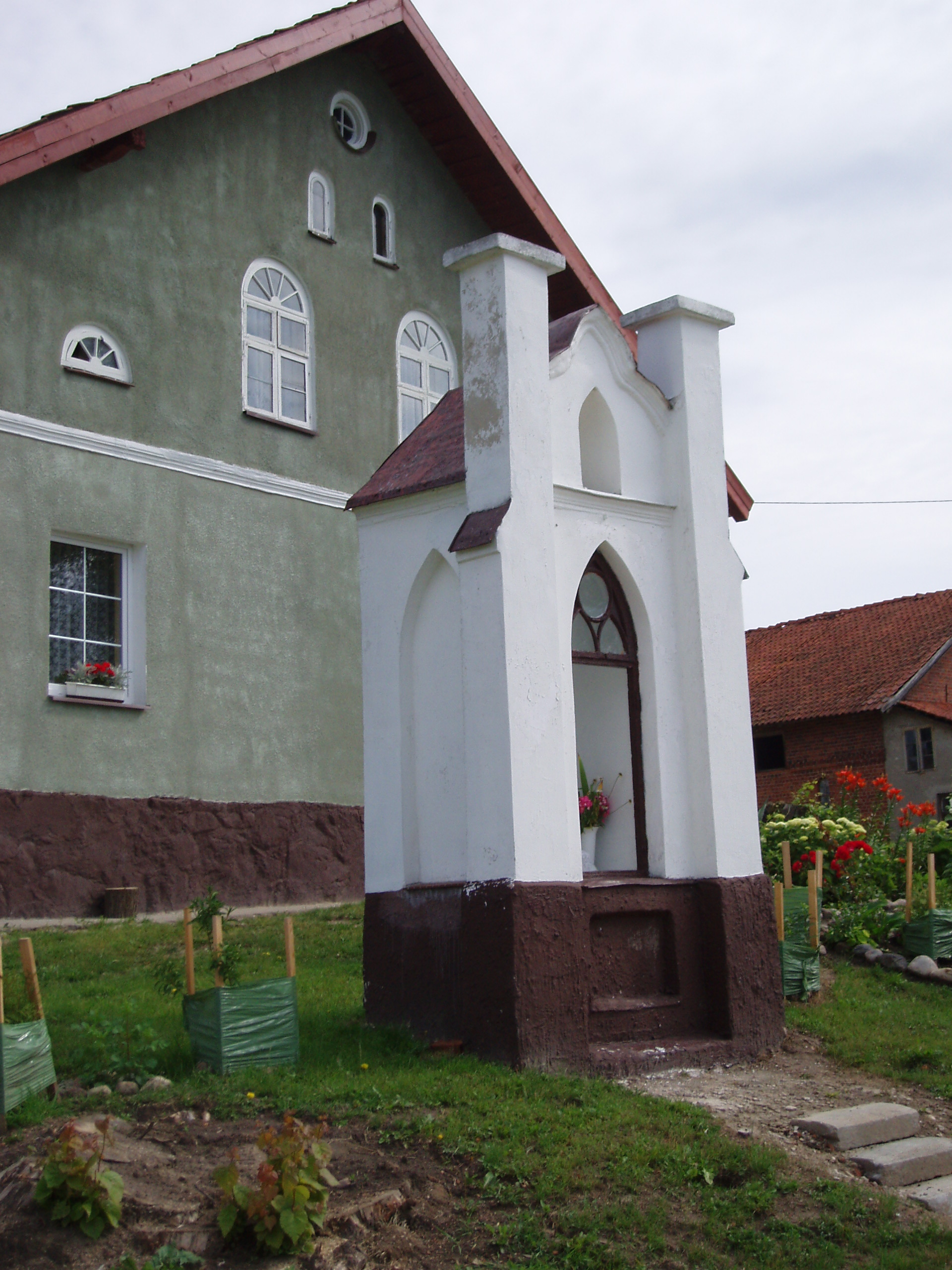
Kapliczka, jedna z kilku we wsi
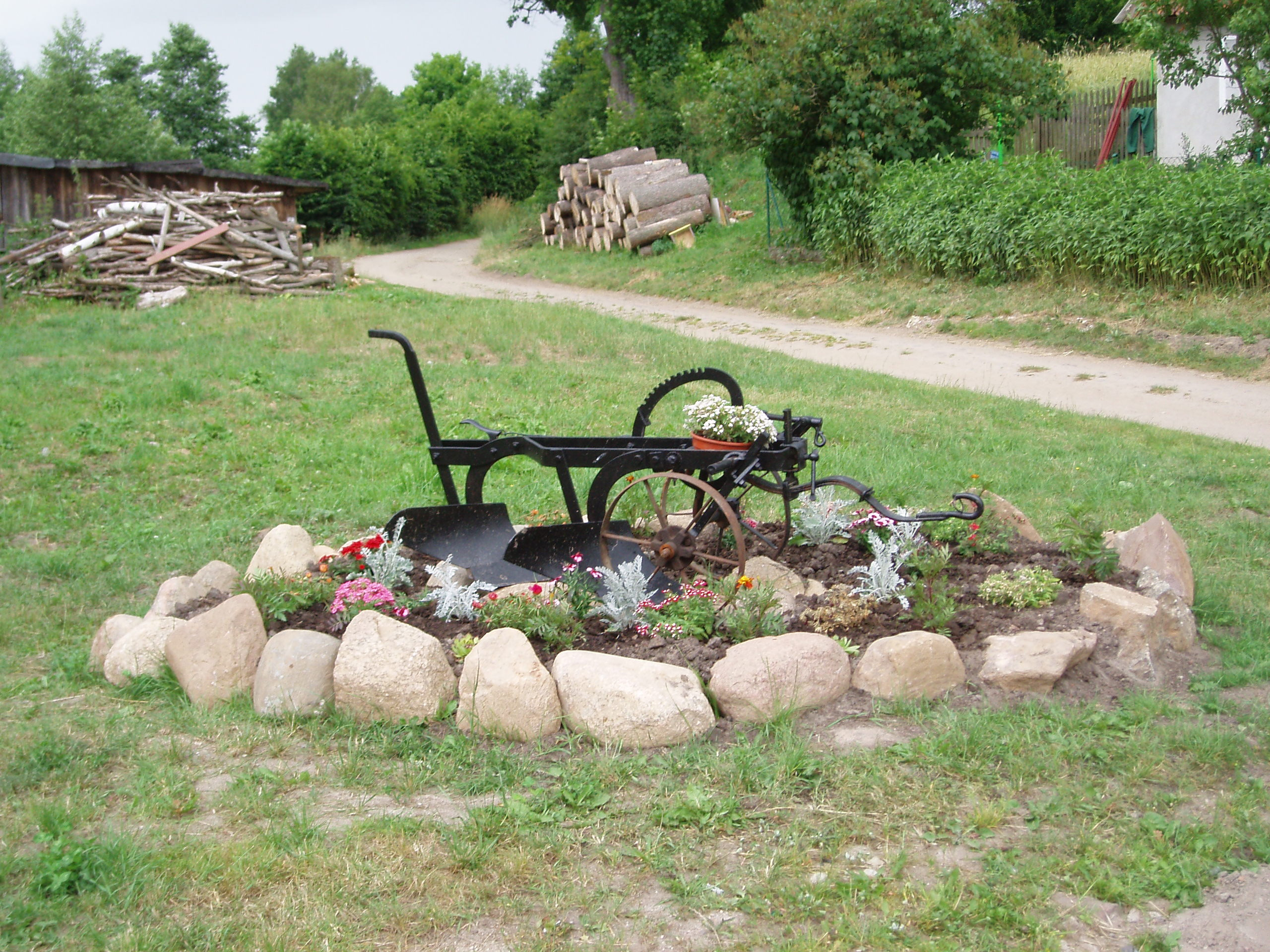
Klomb z pługiem w środku wsi
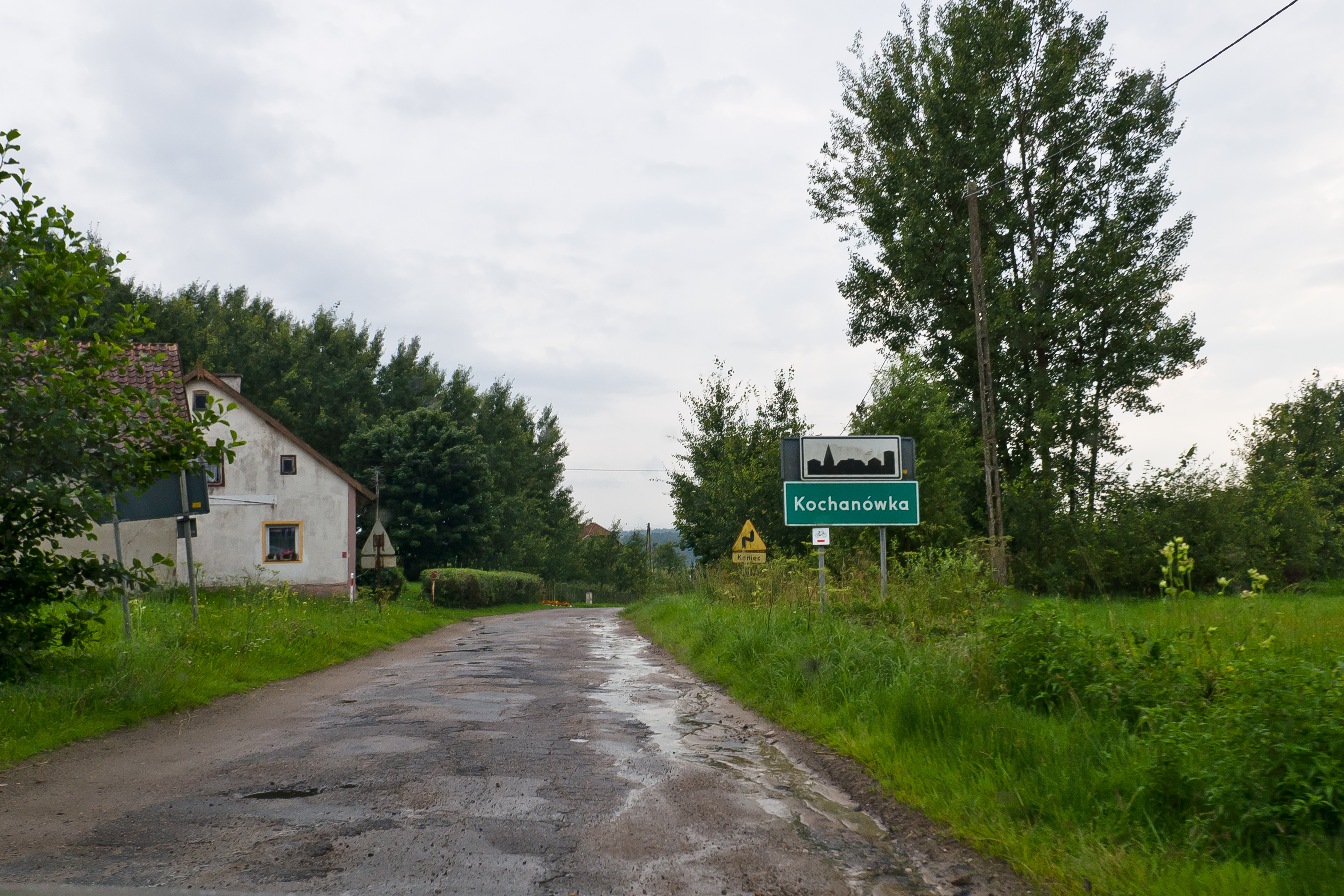
Północna droga wjazdowa do Kochanówki